# Schlechtingen
Schlechtingen ist ein Ortsteil von Morsbach im Oberbergischen Kreis im südlichen Nordrhein-Westfalen innerhalb des Regierungsbezirks Köln.

## Lage und Beschreibung
In ländlicher, waldreicher Umgebung liegt Schlechtingen am südlichsten Zipfel des Oberbergischen Kreises. Die Städte Gummersbach (38 km), Siegen (35 km) sowie Köln (75 km) sind in wenigen Autominuten zu erreichen.
Benachbarte Ortsteile sind Höferhof im Norden, Amberg im Süden, und Niederwarnsbach im Westen. 

## Geschichte

### Erstnennung
1492 wurde der Ort das erste Mal urkundlich erwähnt, und zwar „Conrad von Schlechtingen wird genannt in Akten über Gebrechen (in mittelhochdeutscher Zeit bis etwa 1450 Verwendung in der Bedeutung "brechen, mit Gewalt dringen, ein Verbrechen begehen") Berg-Homburg im Kirchspiel Morsbach.“
Die Schreibweise der Erstnennung war Schlechtingen.